# Callosité

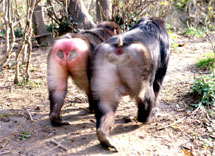
Callosités fessières des macaques de Tonkean.

Une callosité est une prolifération cellulaire de la peau. Elle n'est pas forcément pathologique, comme dans le cas des cals humains.
Par exemple, le phacochère a des callosités sur le devant des genoux qui ont un rôle biologique de protection. En effet, Phaecochoerus africanus a la curieuse habitude de manger en s'appuyant sur les articulations carpiennes, la patte repliée vers l'arrière. Au point d'appui s'observe un durcissement de la peau, qui s'observe également en toute netteté sur le carpe du fœtus.

De même, chez l'homme, l'épiderme du fœtus a une épaisseur beaucoup plus considérable sur la plante des pieds que partout ailleurs.

Cela semble être des dispositifs organiques héréditaires, qui pourraient s'interpréter comme le calque exact de certaines sommations, c'est-à-dire de certains caractères acquis par l'usage.

## Callosités fessières
Chez les singes, la présence de callosités fessières est un critère taxonomique. On les trouve chez les Hylobatidae et les Cercopithecinae notamment chez les macaques. Ce sont deux régions cornées sur la croupe qui leur permettent de s'asseoir pendant de longues durées. C'est la position qu'ils préfèrent pour se reposer ou dormir dans les arbres.

## Callosités nuptiales

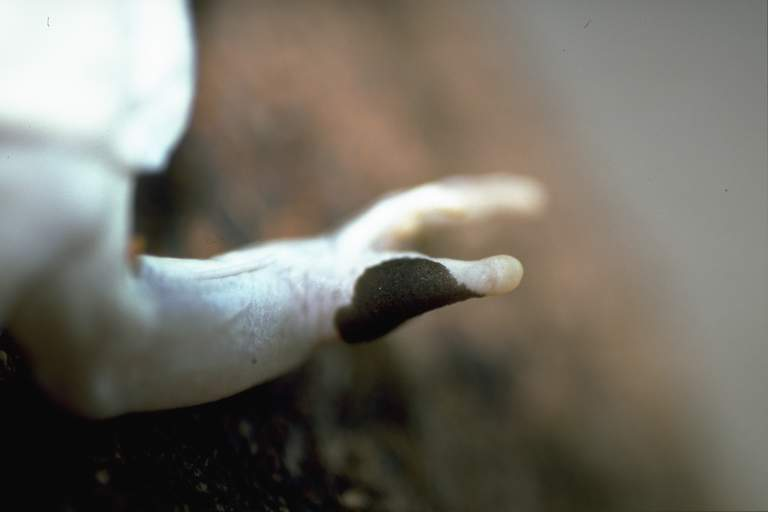
Callosité nuptiale chez Cyclorana novaehollandiae

Les callosités nuptiales, appelées aussi coussinets nuptiaux ou brosses copulatrices sont des excroissances cornées présentes en saison de reproduction sur les pattes antérieures des mâles de batraciens et leur permettant de s'agripper à la femelle.
Paul Kammerer a réalisé des expériences sur les crapauds accoucheurs normalement sans callosités (car se reproduisant sur la terre ferme) pour tenter de convaincre la communauté scientifique de la réalité de l'hérédité des caractères acquis : il força les crapauds à se reproduire dans l'eau et affirma que des coussinets noirs semblables aux callosités réapparaissaient sur les pattes. Le zoologiste Gladwyn Kingsley Noble a contesté les résultats en suspectant une fraude scientifique.